# Tropidoclonion
Tropidoclonion este un gen de șerpi din familia Colubridae.

Cladograma conform Catalogue of Life:
| Tropidoclonion | \| \| Tropidoclonion lineatum \| \| \| \| \| \| Tropidoclonion lineatus \| \| \| \| |
|                | \| \| Tropidoclonion lineatum \| \| \| \| \| \| Tropidoclonion lineatus \| \| \| \| |
|                | Tropidoclonion lineatum                                                             |
|                |                                                                                     |
|                | Tropidoclonion lineatus                                                             |
|                |                                                                                     |